# Saúl Flores
Saúl Dante Flores Inostroza (* 19. Januar 1994 in San Juan) ist ein ehemaliger argentinisch-chilenischer Fußballspieler auf der Position eines Stürmers.

## Karriere
Saúl Flores, auch Sasa oder Turu genannt, kam im Alter von 15 Jahren aus seiner argentinischen Heimat San Juan nach Rancagua zum CD O’Higgins. Er galt als vielversprechendes Talent und wurde 2011 durch seine doppelte Staatsangehörigkeit für die U17-Nationalmannschaft Chiles nominiert. Bei der Südamerikameisterschaft in Ecuador kam die junge La Roja allerdings nicht über die Gruppenphase hinaus. Ab 2011 wurde Flores auch in den Profikader von O’Higgins aufgenommen und erlebte die Meisterschaft der Apertura 2013/14, die erste für den Klub aus Rancagua, im Kader, ohne zum Einsatz gekommen zu sein. Auch danach schaffte er den Durchbruch in der Primera División nicht und wechselte 2013 zu den Santiago Wanderers. 2015 wurde der Stürmer an Deportes Melipilla in die Segunda División verliehen.

## Erfolge
O’Higgins
- Chilenischer Meister: 2013/14-A